# Peter Kirby
Peter Murray Kirby (ur. 17 grudnia 1931 w Montrealu) – kanadyjski bobsleista. Mistrz olimpijski z Innsbrucku.
Igrzyska w 1964 były jego jedyną olimpiadą. Wspólnie z pilotem Victorem Emerym startował w dwójkach (4. miejsce) oraz triumfował w czwórkach. W 1965 osada Kanady (w zmienionym składzie) zdobyła złoto na mistrzostwach świata. Wcześniej uprawiał narciarstwo.